# 小棕色酒壶
小棕色酒壶（Little Brown Jug，也译作小布朗酒壶、小布朗茶壶）是密歇根大学和明尼苏达大学之间的NCAA美式足球比赛的奖杯。它是美国大学间美式足球比赛历史最悠久的拉锯战奖杯之一。密歇根大学狼獾队对明尼苏达大学金色地鼠队的小棕色酒壶之争和亚利桑那大学野猫队对亚利桑那州立大学太阳恶魔队的地域杯（Territorial Trophy）究竟谁是历史最悠久的奖杯一直以来都有争议。但是不可否认的是，密歇根和明尼苏达之间的酒壶之争是美国大学第一级别联赛裡每年一度最有规律的宿敌对抗比赛。自从1892年两队首次碰面以来，这系列比赛几乎一年一度，很少中断。

## 酒壶的来历
1903年，密歇根大学在早期名帅菲尔丁·约斯特（Fielding H. Yost)的带领下已经跨越三个赛季取得28连胜，打破了由当时还十分强势的常青藤联盟各校对全国冠军的垄断。在这28连胜中，密歇根大学的进攻线发挥出了恐怖的得分效率，被对手们称作“一分钟得一分”进攻线。在同一时期，位于美国边缘的明尼苏达大学在管理员路易斯·约瑟夫·库克(L. J. Cooke）的支持下，也花重金打造了一支实力不俗的队伍，希望复制密歇根大学的成功。他们尤其希望终止密歇根大学的不败战绩。这样一来可以证明自己的实力，二来这两所学校的缩写都是U of M，这样可以证明自己是更好的那个M。
这一年的年底，明尼苏达大学坐镇明尼阿波利斯的主场迎战远道而来的密歇根大学。 菲尔丁·约斯特率密歇根狼獾队到达明尼苏达之后，派他的部下托马斯·罗伯特（Thomas B. Roberts）前往市中心的一家便利店里，花了30美分买来了一个小陶罐，用于装水。第二天的比赛里，明尼苏达大学的防线超常发挥，在密歇根取得一次冲线得分之后，他们竟然让密歇根“一分钟得一分”的进攻线哑火。最终，明尼苏达在比赛结束前也冲线得分，两队6:6战平，密歇根的连胜被终结。
当明尼苏达的队员和冲入场地的球迷在庆祝这一伟大成就的时候，菲尔丁·约斯特带着密歇根大学的队员们默默地离开了赛场。那个价值30美分的陶罐被遗落在了更衣室里。第二天，一名叫奥斯卡·芒森（Oscar Munson）的明尼苏达大学雇员无意中在更衣室发现了这个陶罐，他兴奋地将陶罐送到了库克的办公室，并且用带有浓重斯堪的纳维亚口音的英语对库克说“约斯特丢掉了他的水壶”。当然，另外一种说法是，这个陶罐是芒森在比赛结束时的一片混乱中从约斯特身边偷走的。不管是芒森捡来了这个陶罐，还是偷来了这个陶罐，这个价值仅仅30美分的陶罐在明尼苏达大学看来却是一个无价的战利品，标志着他们没有输给当时全国最强大的球队。在库克的默认下，明尼苏达大学的学生们迫不及待地将这个灰白色的陶罐刷上了代表明尼苏达大学的棕红色，并且将它起名为Little Brown Jug，正好是在1860年代流行在美国的一首歌曲的名字。
1909年，密歇根和明尼苏达两所大学时隔几年后再度交手，此时双方所在的十大联盟的联赛已经发展成熟，从那以后每年两校都有机会交手。这一次，密歇根大学获得了胜利。赛后，两校经过商议，达成了一项协定，就是以后每年的比赛获胜的一方将保留这个水壶一年时间。水壶的背面也被涂上了代表密歇根大学的深蓝色。于是这个水壶就这么成为了美国历史上的第一座大学间比赛的战利品奖杯（Trophy）。

## 此后的比赛
1909年以后，两队几乎每年交手一次，密歇根胜多负少，但是明尼苏达也有过数次高光表现。1940年的比赛之前，两队都保持赛季不败，最终明尼苏达以7:6的优势战胜了密歇根，那场比赛被称作“巨人之战”，那场比赛也为明尼苏达赢得当年的全国总冠军打下了基础。1977年，明尼苏达在不被看好的情况下，挑落了当时积分全国第一的夺冠热门密歇根大学。密歇根大学遭此失利后心态失常，后来在玫瑰碗比赛中负给了华盛顿大学哈士奇队，只拿到了全国第四名。1986年，明尼苏达又复制了同样的壮举，在完全处于劣势的情况下击落了当时积分第二高的夺冠热门密歇根，最终也导致密歇根在玫瑰碗比赛里输给了亚利桑那州立大学太阳恶魔队，无缘冠军。2003年是那个陶罐100岁的生日，这一年赛前，密歇根积分是全国第20名，而明尼苏达则是第17名。两队进行了一场势均力敌的较量，最终密歇根以3分的优势险胜明尼苏达，最后也获得了进军玫瑰碗的机会（在玫瑰碗输给了南加州大学特洛伊队）。

## 比赛记录
| Year | 明尼苏达 | 明尼苏达 | 密歇根 | 密歇根 | Location Template:Little Brown Jug Game |
| ---- | -------- | -------- | ------ | ------ | --------------------------------------- |

| Year            | 明尼苏达        | 明尼苏达        | 密歇根                 | 密歇根                 | Location Template:Little Brown Jug Game |
| --------------- | --------------- | --------------- | ---------------------- | ---------------------- | --------------------------------------- |
| Current series: | Current series: | Current series: | Michigan leads 75–25–3 | Michigan leads 75–25–3 | Michigan leads 75–25–3                  |

注释: 1926年两队交手2次